# إيرا بي. هايد
إيرا بي. هايد هو محامي وسياسي أمريكي، ولد في 18 يناير 1838، وتوفي في 6 ديسمبر 1926. نشط حزبياً في الحزب الجمهوري. وقد انتخب عضو مجلس النواب الأمريكي ‏.